# Wouter Burger
Wouter Burger (Zuid-Beijerland, 16 febbraio 2001) è un calciatore olandese, centrocampista dell'Hoffenheim.

## Caratteristiche tecniche
È un centrocampista centrale.

## Carriera

### Club
Cresciuto nel settore giovanile del Feyenoord, ha esordito in prima squadra il 16 agosto 2018 disputando l'incontro di qualificazione per l'UEFA Europa League pareggiato 1-1 contro l'AS Trenčín.
Dopo vari prestiti, il 31 agosto 2021, si trasferisce a titolo definitivo al Basilea.
Il 25 agosto 2023 si trasferisce allo Stoke City.
Il 22 luglio 2025 passa all'Hoffenheim.

### Nazionale
Ha giocato nelle nazionali giovanili olandesi Under-15, Under-16, Under-17, Under-18 ed Under-19.

## Statistiche
Statistiche aggiornate al 1º settembre 2019.

### Presenze e reti nei club
| Stagione        | Squadra         | Campionato      | Campionato | Campionato | Coppe nazionali | Coppe nazionali | Coppe nazionali | Coppe continentali | Coppe continentali | Coppe continentali | Altre coppe | Altre coppe | Altre coppe | Totale | Totale | Totale |
| Stagione        | Squadra         | Comp            | Pres       | Reti       | Comp            | Pres            | Reti            | Comp               | Pres               | Reti               | Comp        | Pres        | Reti        | Pres   | Reti   |        |
| --------------- | --------------- | --------------- | ---------- | ---------- | --------------- | --------------- | --------------- | ------------------ | ------------------ | ------------------ | ----------- | ----------- | ----------- | ------ | ------ | ------ |
| 2018-2019       | Feyenoord       | ED              | 1          | 0          | CO              | 1               | 0               | UEL                | 1                  | 0                  | SO          | 0           | 0           | 3      | 0      |        |
| 2019-2020       | Feyenoord       | ED              | 3          | 0          | CO              | 0               | 0               | UEL                | 4                  | 1                  |             | -           | -           | 7      | 1      |        |
| Totale carriera | Totale carriera | Totale carriera | 4          | 0          |                 | 1               | 0               |                    | 5                  | 1                  |             | 0           | 0           | 10     | 1      |        |

## Palmarès

### Club
- Supercoppa dei Paesi Bassi: 1

Feyenoord: 2018

### Nazionale
- Campionato d'Europa Under-17: 1

Inghilterra 2018